# Hippopleurifera grandis
Espèce
Hippopleurifera grandis est une espèce disparue de Bryozoaires de la famille des Umbonulidae.

## Publication originale
- Ferdinand Canu & Georges Lecointre, 1930 : « Les Bryozoaires Cheilostomes des faluns de Touraine et d'Anjou ». Mémoire de la Société Géologique de France, vol. 6, n. 4, p. 83-130